# Монумент (Лондон)
Монумент в память о Великом лондонском пожаре (англ. The Monument to the Great Fire of London) или просто Монумент (англ. The Monument) — памятник, установленный в центре Лондона, представляющий собой колонну дорического ордера наподобие древнеримских триумфальных колонн высотой 61,57 метра, построенную в 1671–1677 годах архитектором Кристофером Реном и помогавшим ему в восстановлении Лондона после пожара знаменитым учёным Робертом Гуком.  Монумент представляет собой самую высокую в мире свободно стоящую колонну .

## Место расположения
Монумент  расположен на пересечении улиц Монумент-стрит (англ. Monument Street) и Фиш-стрит-хилл (англ. Fish Street Hill) в Лондонском Сити, рядом с северной оконечностью Лондонского моста через Темзу. Принято считать, что  в 202 футах (в 61,57 метров) от этого места в  пекарне Томаса Фэринора  2 сентября 1666 года начался Великий лондонский пожар, что и символизирует высота колонны.

## Описание, история, использование

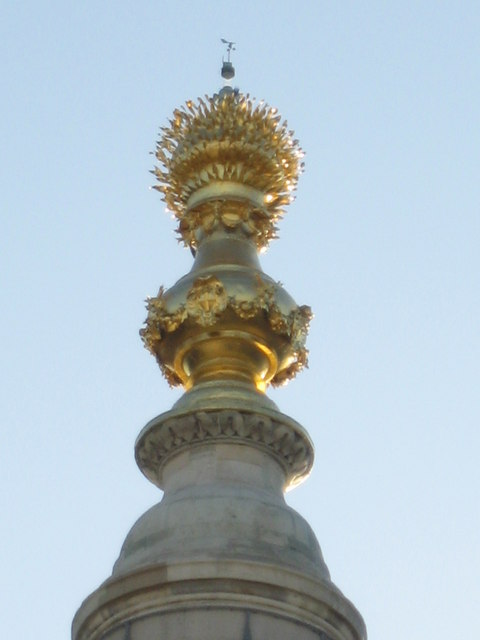
Навершие

Монумент представляет собой колонну, изготовленную из портландского камня (известняк, добытый на острове Портланд), которую сверху венчает позолоченная урна, из которой вырываются языки пламени. По первоначальному проекту наверху хотели разместить статую Карла II, но потом от этого замысла отказались, чтобы пожар не ассоциировался с именем короля.
Архитекторы задумали использовать монумент также и для научных исследований. Во-первых, он использовался как зенит-телескоп. Во-вторых, — для изучения гравитации и в качестве маятника. Однако в силу интенсивного уличного движения по расположенной рядом улице Фиш-стрит-хилл возникала вибрация, которая не позволила провести задуманные эксперименты.

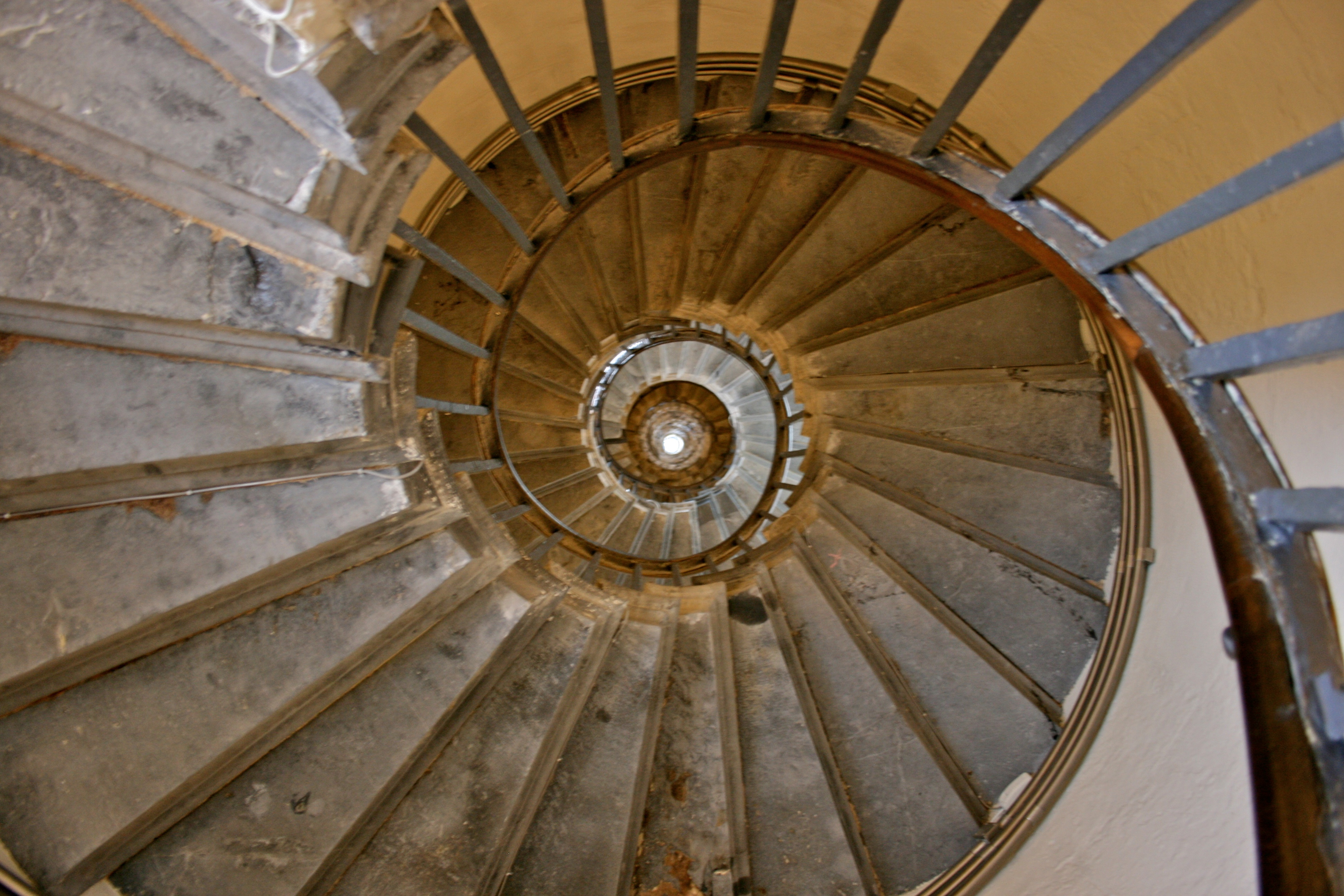
Вид снизу на винтовую лестницу Монумента.

Внутри колонны расположена винтовая лестница с 311 ступенями, ведущими на смотровую площадку наверху. Смотровая площадка была огорожена решёткой в середине XIX века после того, как в 1788–1842 годах шесть человек покончили жизнь самоубийством, бросившись с площадки вниз.
Основание монумента с трёх сторон украшено текстами на латыни. На северной стороне — рассказ о том, как начался пожар, какой урон он принёс городу, и как он был потушен. На южной стороне — то, что предпринял Карл II после пожара. И на восточной стороне — история самого монумента.
Западная сторона украшена  горельефом с изображением разрушенного пожаром Сити и короля Карла II с его братом Яковом, окружёнными Свободой, Архитектурой и Наукой, символизирующими направления восстановления Лондона после пожара. Горельеф  создал скульптор Кай Габриэл Сиббер .
В 1762 году эдинбургский писатель Джеймс Босуэлл, поднимаясь по винтовой лестнице Монумента, самого высокого строения Лондона того времени, испытал паническую атаку, однако всё же смог добраться до вершины памятника.

## Вид с вершины Монумента
В 2007-2009 на вершине Монумента была установлена панорамная камера с видом на 360 градусов вокруг.